# Джером Роббінс
Джеро́м Ро́ббінс (англ. Jerome Robbins; 11 жовтня 1918 — 29 липня 1998) — американський танцівник, хореограф, кінорежисер, лауреат «Оскара». Основоположник американського стилю в класичному танці, справив величезний вплив на розвиток музичного театру в США.

## Життєпис
Джером Роббінс народився в Нью-Йорку в родині єврейського емігранта з Російської імперії Натана Рабіновича. Ім'я при народженні — Єремія (Джером) Вільсон Рабинович. В дитинстві його відавали вчитися грі на скрипці, але йому більше подобалися танці.
В 1936 році вісімнадцятирічний Джером Роббінс поступив у танцювальну школу Сені Глюк-Сандора. Наступним його вчителем став Михайло Фокін який старався підібрати танець під танцівника, а не підігнати танцівника під вже відомий йому малюнок танцю. Джером танцював в амплуа комедійного танцівника і вже в 1942 році після ролі Петрушки в балеті Стравінського став досить відомим танцівником.
По закінченні балетної академії Джером виступав у трупі «Нью-Йорк Сіті балет», а в 26 років дебютував як постановник-хореограф одноактового балету «Вільні як вітер» про пригоди трьох моряків у Нью-Йорку. Музику до цього балету написав його друг Леонард Бернстайн. В наступному 1945 році друзі-співавтори перетворили цей балет на повноцінний мюзикл «Звільнення в місто», який ставили на Бродвеї кілька десятиліть.
Кінець сорокових років був дуже успішним для Джерома, на Бродвеї йшли такі його роботи як «Коштом міста», «Черевики з високою шнурівкою», «Місс Ліберті», «Називайте мене мадам». Роббінс мав з'явитися в найпопулярнішому телешоу Еда Саллівана. Однак той не лише скасував його участь, але й звернувся до Комісії по розслідуванню антиамериканської діяльності аби та звернула на Джерома увагу.
Між 1943 і 1947 роками Джером Роббінсон був членом Комуністичної партії Америки. На партійні збори він ходив з друзями й судячи з його щоденників головне, що він запам'ятовував, це як вони сміялися. Однак ця партійність мала для нього важкі наслідки. Три роки він старався уникати викликів у суд, переховувався коли до нього приходили й навіть на півроку виїхав в Париж. Але врешті-решт страх, що під час розслідування розголосять те, що він гомосексуал, змусило Джерома з'явитися в суді. Він назвав багато імен, фактично зрадивши багатьох друзів, через що в нього зіпсувалися стосунки з багатьма близькими йому людьми.
Після смерті Джоржа Баланчина Джером Роббінс очолив «Нью-Йорк Сіті балет».
В 1954 році ставить мюзикл «Пітер Пен». В 1957 році на Бродвеї відбулася прем'єра мюзикла Леонарда Бернстайна «Вестсайдська історія». Це була історія кохання сучасних Ромео та Джельєти з ворожих банд на вулицях Нью-Йорка. Джером Роббінс був режисером та хореографом. Пізніше коли в 1961 році був знятий фільм «Вестсайдська історія» він отримав премію «Оскар» за найкращу режисуру. В 1959 Джером ставить «Циганку», а в 1964 одразу два мюзикла «Смішну дівчинку» і «Скрипаля на даху».
Джером поставив такі відомі на успішні мюзикли як «Король і я», «Скрипаль на даху». При цьому він одночасно працював в класичному театрі і ставив концертні програми на музику Шопена та Стравінського. Серед них «Клітка» на музику Базельського концерту для струнних Стравінського, нова редакція «Післяополуденного відпочинку фавна», «Концерт», «Танці на вечірці» на музику Шопена, хореографічна версія «Варіацій Гольдберга» Баха.
Джером Роббінс був відомий своєю вимогливістю та деспотичністю щодо танцівників. Він змушував їх забувати усе чому їх до того вчили і танцювати по новому. Оскільки на початку роботи Джером часто не знав, чого саме він хоче, тож танцівникам доводилося вивчати кілька варіантів одного й того ж руху. Однак попри усе це вони любили Роббінса.
В 1976 році Джером Робінс поставив серію вальсів і мазурок Шопена під назвою «Інші танці» для відомих тоді «втікачів з Росії» Наталії Макарової та Міхайла Баришнікова.
В 1989 маестро поставив мюзикл «Бродвей Джерома Роббінса», який включав найкращі танцювальні номери його спектаклів. Цей мюзикл отримав кілька премій «Тоні» — за найкращу режисуру, найкращу хореографію та найкращий мюзикл сезону. Сам Джером отримав нагороду Кеннеді-центру за «Видатні досягнення в мистецтві».

## Особисте життя
Роббінс мав романтичні стосунки з низкою людей обох статей, зокрема з Монтгомері Кліфтом, Норою Кей, Баззом Міллером та Джессом Герштейном.

## Нагороди
За своє життя Джером Роббінс нагороджений двома преміями Оскар, п'ятьма преміями Тоні, Національною медаллю за внесок в мистецтво, французьким орденом Почесного легіону.

## Фільмографія
- 1961 — Вестсайдська історія
- Туфлі на високих підборах
- Скрипаль на даху